# Heaven and Hell (singel C.C. Catch)
„Heaven and Hell” – singel niemieckiej piosenkarki C.C. Catch wydany późną jesienią 1986 roku przez Hansa Records. Podobnie jak wydany wcześniej na singlu utwór Heartbreak Hotel, piosenka powstała po sukcesie debiutanckiego albumu wokalistki pt. Catch the Catch. Singel jako drugi promował nadchodzący drugi longplay artystki – Welcome to the Heartbreak Hotel.

## Lista utworów

### Wydanie na 7"[1]
A. „Heaven And Hell” – 3:38
B. „Hollywood Nights” – 2:55

### Wydanie na 12"[2]
A. „Heaven And Hell (12"-Version)” – 5:11
B1. „Hollywood Nights” – 2:56
B2. „Heaven And Hell (Instrumental)” – 3:38
- Singlowa wersja nagrania „Heaven And Hell” ze strony A wydania na 7" różni się nieznacznie od wersji dostępnej na wydanym w grudniu 1986 albumie Welcome to the Heartbreak Hotel.
- Nagranie „Hollywood Nights” (7"/B; 12"/B1) pochodzi z (nadchodzącego w momencie wydania singla) albumu Welcome to the Heartbreak Hotel, na obu wydaniach umieszczono tą samą, singlową wersję. Na wspomnianym LP znalazła się zaś nieco dłuższa wersja albumowa[3].

## Listy przebojów (1986)
| Państwo                      | Najwyższa pozycja |
| ---------------------------- | ----------------- |
| Hiszpania (AFYVE)            | 2                 |
| Niemcy (Media Control)       | 13                |
| Szwajcaria (Singles Top 100) | 19                |

## Autorzy[7]
- Muzyka: Dieter Bohlen
- Autor tekstów: Dieter Bohlen
- Śpiew: C.C. Catch
- Producent: Dieter Bohlen
- Aranżacja: Dieter Bohlen
- Współproducent: Luis Rodríguez